# Myrmecia fabricii
Myrmecia fabricii är en myrart som beskrevs av Kazuo Ogata och Taylor 1991. Myrmecia fabricii ingår i släktet bulldoggsmyror, och familjen myror. Inga underarter finns listade i Catalogue of Life.